# 서울아이티고등학교
서울아이티고등학교(서울아이티高等學校)는 대한민국 서울특별시 노원구 중계동에 있는 사립 고등학교이다.

## 학교 연혁
- 1967년 2월 12일 : 설립자 이종욱이 극동전파학원 설립
- 1972년 4월 16일 : 한국원양직업 훈련소 설립
- 1972년 5월 15일 : 훈련소 고등부 389명, 전공부 130명 입소식
- 1974년 11월 10일 : 한국원영공업전수학교로 설립인가
- 1975년 3월 8일 : 신입생 520명 입학
- 1982년 10월 4일 : 학교법인 은곡학원 설립(은곡공업고등기술학교로 인가, 이종욱 이사장)
- 1982년 11월 2일 : 고등학교 학력인정 지정
- 1983년 10월 17일 : 전공학부 전자계산학과 병설 설치인가
- 1992년 10월 30일 : 은곡공업고등학교 설립인가(총 15학급)
- 1993년 3월 4일 : 신입생 입학식(810명)
- 1993년 3월 4일 : 은곡공업고등학교 초대 이종욱 교장 취임
- 1993년 8월 23일 : 신축교사로 이전 수업 실시
- 1994년 9월 30일 : 학교 신축 공사 완공(본관 4층 4365.9m2, 실습동 6064.68m2)
- 2000년 3월 1일 : 학교 증축 공사 완공(본관 5층, 도서관 1, 특별실 1, 교실 1)
- 2005년 6월 10일 : 축구부 창단
- 2005년 8월 31일 : 은곡관 신축 완공(지상 3층)
- 2007년 6월 25일 : 정부부처(산업자원부) 특성화고등학교로 지정
- 2007년 7월 1일 : 생활관 신축 완공(지상 3층)
- 2008년 10월 31일 : 서울특별시교육청 디지털시스템분야 특성화고등학교 지정
- 2009년 11월 20일 : 서울아이티고등학교로 교명 변경
- 2009년 12월 22일 : 태권도부 창단
- 2013년 6월 23일 : 학과개편 스마트전자통신과 5학급, 스마트웹디자인과 3학급, 폴리메카닉스과 2학급
- 2018년 3월 1일 : 제4대 장수현 교장 취임
- 2022년 2월 9일 : 제45회 졸업식 198명, 총 19,386명 배출
- 2022년 3월 2일 : 입학식 신입생 179명 입학

## 설치 학과
- 스마트융합스포츠과
- 폴리메카닉스과
- 스마트웹콘텐츠과
- 컴퓨터전기전자과
- 네트워크보안솔루션과
- 3D모델링과

## 참고 자료
- 서울아이티고등학교 - 한국교육학술정보원 학교알리미